# Ervaringsdeskundige
Een ervaringsdeskundige is iemand die kundig is geworden op een bepaald terrein door eigen ervaring; doordat diegene het zelf heeft meegemaakt. Er is dus geen opleiding voor nodig, al zijn er opleidingen die mensen met ervaringskennis opleiden tot gediplomeerde ervaringsdeskundigen.
De begrippen ervaringsdeskundige en ervaringsdeskundigheid vonden breder ingang in de jaren 1980, mede als gevolg van eerdere ontwikkelingen die hadden geleid tot democratisering en medezeggenschap. De tot dan toe gangbare definitie van deskundigheid was ter discussie komen te staan. Praktijkkennis werd erkend als waardevolle aanvulling op kennis uit literatuur en onderzoek.

## Geschiedenis
Het belang dat gehecht wordt aan de ervaringsdeskundige is verbonden met het streven naar mondigheid dat in de twintigste eeuw gestalte kreeg. Het begrip is in ieder geval al sinds de vroege jaren tachtig van de twintigste eeuw in omloop.
Sinds de jaren 60 ontwikkelde zich verzet tegen de gangbare opvatting van deskundigheid. Die opvatting was erop neergekomen dat verschijnselen en tekorten het beste konden worden geduid en verholpen door diegenen die zich op de studie ervan hadden toegelegd: de deskundigen. De fysicus wist de verschijnselen in de ons omringende wereld te verklaren en in een theoretisch kader te plaatsen. De arts besloot wat goed voor ons was: welk symptoom tot welke behandeling moest leiden. De buurthuismedewerker formuleerde de vormingsbehoefte van de bezoekende buurtgenoot.
Toen er zich een toenemende tendens tot mondigheid van het individu, de burger, de consument aftekende, werd deze externe deskundigheid in toenemende mate als onbevredigend ervaren. De emancipatie van individuen werd zodanig opgevat, dat zij zelf het beste wisten wat goed voor hen was: zij kenden hun eigen behoeften, en zij wisten als geen ander hoe het was (vaak: hoe het "voelde") om in de eigen hoogstpersoonlijke situatie te verkeren. 
De individuele burger was in deze opvatting deskundig: hij had dan wel geen theoretische achtergrond, maar met de praktijk was hij vertrouwd op grond van eigen ervaring. Hij was ervaringsdeskundige. 
Deze opvatting leidde tot de mondige burger die in de spreekkamer op gelijkwaardig niveau met de arts overlegt, vanuit de overtuiging dat hij zelf de enige is met deskundigheid over de klachten in het dagelijks leven. Sinds de  emancipatiegolf van de jaren ’60 wordt ervaringsdeskundigheid gezien als aanvulling op theoretische deskundigheid.

## Brede toepasbaarheid
Het begrip ervaringsdeskundige kan in zeer veel situaties gebruikt worden. Tienduizenden (familie-)ervaringsdeskundigen zetten zich in voor betere zorg door belangenbehartiging, voorlichting, onderzoek, lotgenotencontact en ondersteuning van cliënten.
Het komt veel voor in de sociale, (para)medische en geestelijke zorgverlening. Het begrip kan daarbij worden toegepast op iedereen die iets bijzonders heeft meegemaakt en alle bijzondere situaties. Enkele voorbeelden: verslaafden die een ontwenningsproces hebben doorlopen, moeders die borstvoeding geven, sporters, mensen die een ramp hebben overleefd, soldaten die oorlogssituaties hebben doorstaan, ouders van kinderen die problematisch gedrag vertonen of een handicap hebben, mensen die opgegroeid zijn in een eenoudergezin, mensen met een afwijkende seksuele geaardheid, beroemdheden, mensen die een loterij hebben gewonnen enzovoort. In praat- en actualiteitenprogramma's op radio en tv zijn welbespraakte ervaringsdeskundigen regelmatig te gast.

## Ervaringsdeskundigheid in de sociale en (para)medische zorg
Van ervaringsdeskundigen wordt veel gebruikgemaakt in de sociale, medische en geestelijke zorgverlening. Het betreft dan bijvoorbeeld personen met een lichamelijke of psychische aandoening, mensen met een handicap of mensen die ervaring hebben met armoede en de daarmee gepaard gaande (beleving van) uitsluiting. De ervaringsdeskundigheid wordt georganiseerd in patiëntenorganisaties, klankbordgroepen, cliëntenraden, zelfhulpgroepen en counseling. Ervaringsdeskundigheid kan van belang zijn bij de training voor een hogere mate van zelfstandigheid, bij preventie, revalidatie en het vinden van een gezonde levensstijl.
De ervaringsdeskundigheid kan betrekking hebben op:
- een bijzondere of afwijkende geestelijke of lichamelijke gesteldheid en de manieren om daarmee om te gaan (coping);
- de toegankelijkheid van de zorg en de bejegening door zorgverleners;
- de bejegening door de samenleving (uitsluiting en deelname): stigma's;
- de manieren om onderling steun te verlenen.

Nadelig kan de ervaringsdeskundigheid uitwerken indien de uit eigen waarneming verkregen feiten worden ingezet om zich tegen een niet-vlottende behandeling te verzetten. 
Collectieven van ervaringsdeskundigen kunnen ook invloed  uitoefenen op patiënten of beleidsmakers om een specifieke  behandelingsvorm te bevorderen of een hun onwelgevallige behandelingsvorm tegen te gaan.

## Professionalisering
In de zorg- en welzijnssector worden steeds meer betaalde ervaringsdeskundigen ingezet, waarbij dit in de diverse sectoren op verschillende manieren ingevuld wordt. De meeste beroepservaringsdeskundigen werken in de geestelijke gezondheidszorg, waar het beroep gekoppeld is aan de herstelvisie. Er vindt discussie plaats over de eisen die worden gesteld kunnen worden aan een ervaringsdeskundige die er zijn beroep van maakt. Sommigen vinden dat er een MBO- of HBO-opleiding gevraagd dient te worden. Anderen pleiten ervoor dat ervaringskennis in de praktijk met therapeutische kennis wordt aangevuld. In de geestelijke gezondheidszorg wordt soms onderscheid gemaakt tussen een ervaringsdeskundige en iemand die daarnaast is opgeleid als therapeut en daarbij zijn ervaringsdeskundigheid inzet. Dit wordt dan een ervaringsprofessional genoemd. Een ervaringsprofessional is dus tegelijkertijd ervaringsdeskundige en therapeut.
In de geestelijke gezondheidszorg wordt een ervaringsdeskundige gezien als "een door gerijpte en doorleefde ervaring van tegenslag, ziekte, beperking, lotgeval of levensomstandigheid in staat is om de kennis die niet door studie of onderwijs maar door deze ervaring is opgedaan, te benutten. Dit is de eigen, persoonlijke ervaringskennis. Naast deze kennis heeft de ervaringsdeskundige kennis van de ervaringen van anderen in een vergelijkbare situatie waardoor gemeenschappelijke ervaringskennis is ontstaan. Derde voorwaarde voor ervaringsdeskundigheid is kennis opgedaan uit andere bronnen die raakvlakken hebben met het betreffende ervaringsdomein. Om deze kennis te kunnen benutten beschikt de  ervaringsdeskundige over vaardigheden op het communicatieve vlak om zowel met lotgenoten, andere ervaringsdeskundigen als professionals constructief om te kunnen gaan. Een ervaringsdeskundige wordt geacht te kunnen reflecteren op zijn eigen gedrag en emotionele beleving in het algemeen en specifiek in het contact met lotgenoten en professionals.
De ervaringsdeskundige benut deze kennis en vaardigheden door soortgelijke ervaringen van anderen te verhelderen, door lotgenoten te helpen, door als klankbord te dienen voor beleidswijzigingen of technische innovaties die gericht zijn op verbetering van het betreffende ervaringsdomein, te ondersteunen bij het herstel van een psychische of lichamelijke aandoening, te bemiddelen met professionals of door te ondersteunen bij programma's die bijvoorbeeld gericht zijn op armoedepreventie of problemen met eenzaamheid en het voorkomen en afwennen van een ongezonde of onwenselijke levensstijl.
Om de kennis en vaardigheden van een ervaringsdeskundige te vergroten zijn er scholingsmogelijkheden. Sinds 2016 zijn sommige opleidingen erkend door het ministerie van VWS, waaronder opleidingen op MBO- en HBO-AD-niveau. Ook is voor de geestelijke gezondheidszorg een beroepsprofiel opgesteld dat verschillende niveaus van ervaringsdeskundigheid beschrijft. Sinds 2012 bestaat er een vakvereniging voor ervaringsdeskundigen, de VVVE, in 2018 is deze vereniging ook opengesteld voor vrijwilliger ervaringsdeskundigen onder de naam VvEd. Na een oorspronkelijke start met subsidie van het Revalidatie Fonds, is de focus anno 2018 gericht op de GGZ. In 2019 is de Veerkracht Centrale gestart als landelijk netwerk van ervaringsdeskundigen.